# Нам Док У
Нам Док У (кор. 남덕우?, 南悳祐?; 22 апреля 1924, пригород Сеула, Японская Корея — 18 мая 2013, Сеул, Республика Корея) — южнокорейский государственный деятель, премьер-министр Южной Кореи (1980—1982).

## Биография
В 1950 г. окончил Университет Кунмин со степенью бакалавра искусств в области политических наук. Работал в Банке Кореи. В 1956 г. получил диплом магистра экономики Сеульского национального университета. В 1961 г. становится доктором экономических наук Университета штата Оклахома. Являлся профессором экономики Университета Соган, прежде чем начать активную политическую деятельность.
- 1969—1974 гг. — министр финансов Южной Кореи. Считается центральной фигурой «корейского экономического чуда»,
- 1974—1978 гг. — заместитель премьер-министра по вопросам экономики и развития промышленности,
- 1980—1982 гг. — премьер-министр Южной Кореи,
- 1983—1991 гг. — глава Корейской международной торговой ассоциации (KITA).
- 1983—1985 гг. — председатель Совета Тихоокеанского экономического сотрудничества (СТЭС).

В 2007 г. был советником кандидата в президенты Пак Кын Хе, которая, несмотря на своё поражение, сумела в 2013 г. выиграть президентские выборы.